# 格赖芬施泰因
格赖芬施泰因是德国黑森州的一个市镇。总面积67.41平方公里，总人口6950人，其中男性3441人，女性3509人（2011年12月31日），人口密度103人/平方公里。